# 슬로바키아어 위키백과

슬로바키아어 위키백과

슬로바키아어 위키백과(슬로바키아어: Slovenská Wikipédia)는 슬로바키아어로 된 위키백과이다. 기호는 sk이다. 2003년 9월 23일에 만들어졌으며 2004년 여름부터 활동을 개시했다. 2008년 8월 28일 문서 수가 10만 개를 돌파했다.

## 같이 보기
- 체코어 위키백과